# Upper Niumi
Il distretto di Upper Niumi è un distretto del Gambia nella Divisione del North Bank con 24.940 abitanti al censimento del 2003.

## Società

### Evoluzione demografica
In base ai dati del censimento 1993 la popolazione del distretto era così suddivisa dal punto di vista etnico:
| Etnia       | Abitanti | %     |
| ----------- | -------- | ----- |
| Mandingo    | 6.932    | 39,17 |
| Fulani      | 3.248    | 18,35 |
| Wolof       | 5.456    | 30,83 |
| Jola        | 275      | 1,55  |
| Serahule    | 109      | 0,62  |
| Altre etnie | 1.679    | 9,48  |